# Viola canadensis
Espèce
Viola canadensis, la Violette du Canada, est une espèce de plantes à fleurs de la famille des Violaceae. Les Américains la nomment Canadian Violet ou Canadian White Violet. Cette plante pousse en Amérique du Nord.

## Description morphologique

### Appareil végétatif
Contrairement aux autres violettes à fleurs blanches du Canada, la violette du Canada est caulescente, c'est-à-dire que fleurs et feuilles sont portées sur une même tige (les autres espèces sont acaulescentes). Ces tiges mesurent entre 20 et 40 cm de hauteur ; elles sont un peu poilues avec parfois une teinte pourpre. Il y de petits stipules lancéolés, sans dents ou frangés à la jonction des pétioles et des pédoncules avec la tige.
Les feuilles sont de disposition alternes. Leur forme est cordée, dentée et pointues. Elles mesurent de 5 à 9 cm de longueur et de 6 à 12 cm de largeur, avec un pétiole plus court que le limbe.

### Appareil reproducteur
La floraison a lieu de la dernière semaine d'avril aux deux premières semaines de mai dans la région de Montréal.
Les fleurs sont portées sur la partie supérieure de la tige. Elles mesurent de 2 à 2,5 cm et leurs pétales sont blancs, teintés de jaune à leur base, marqués de veines sombres sur les 3 pétales inférieurs (ces marques servent de guide aux insectes pour atteindre le nectar), avec parfois une teinte pourpre au revers, et parfois, mais moins marquée, une teinte pourpre à l'intérieur lorsque flétries. Ces fleurs portent un éperon court. Leur ovaire est supère.
Les fruits sont des capsules à 3 valves, de 4 à 5 mm de longueur, s'ouvrant de façon explosive en projetant les graines. Leur placentation est pariétale. Les graines sont de couleur brune.

## Répartition géographique, habitat et variétés

### Répartition géographique et variétés
Les botanistes reconnaissent jusqu'à quatre variétés de la Viola canadensis:
- Viola canadensis var. canadensis, Québec et Ontario, ainsi qu'une partie des États-Unis (est de l'Amérique du Nord)
- Viola canadensis var. rugulosa, ouest de l'Amérique du Nord
- Viola canadensis var. scariosa, Arizona
- Viola canadensis var. scopulorum, Nouveau-Mexique et au Colorado

### Habitat
Viola canadensis est une plante des bois secs ou humides, au sol riche, habituellement argileux. Elle pousse à l'ombre ou dans une ombre partielle, et préfère les températures fraîches. On la trouve en forêt nordique, dans les bois, les forêts ouvertes et parfois en prairie.

## Utilisations
Les Amérindiens Ojibwe utilisaient les racines pour en faire des infusions, afin de soulager les douleurs de la vessie. Les racines et les feuilles ont été utilisées pour forcer le vomissement. Elles ont aussi été appliquées en cataplasme, pour soigner la peau écorchée et les furoncles.

## Toxicité
Les rhizomes, les fruits et les graines sont toxiques. Ils peuvent créer des dérèglements de l'estomac et des intestins, ainsi qu'une baisse de pression sanguine.